# Arbore
Arbore (en alemany: Arbora) és una comuna situada al comtat de Suceava, Bucovina, Romania. Està compost per tres pobles: Arbore, Bodnăreni i Clit.
Segons el cens del 2011, tenia 6.719 habitants.

## Església d'Arbore
Arbore és coneguda sobretot per la seva església, dedicada a Sant Joan Baptista. La seva església pintada va ser la primera església pintada que es va incloure a la llista de les esglésies de Moldàvia, Patrimoni Mundial de la UNESCO. El monestir i la comuna porten el nom del boiar Luca Arbore que va construir l'església el 1503. La construcció de l'església es va acabar en uns 5 mesos. Les seves pintures exteriors daten de 1541 i van ser realitzades per Dragoș Coman. La pintura de l'església va trigar uns quaranta anys.

## Estat de conservació de les pintures exteriors
Les pintures exteriors de la paret occidental són les més ben conservades, a diferència de les de la façana nord, que van patir importants danys meteorològics. Aquests danys van sorgir sobretot perquè el sostre de l'església va ser saquejat per assaigs de tropes cosacs i es va fondre per fer bales (el sostre original era de plom).

## Interior de l'església
Degut a les seves dimensions més modestes, l'interior de l'església consta de només 3 cambres: pronaos, naos i altar. La cambra funerària vista en altres esglésies moldaves (gropnita) es combina amb el pronaos. Conté les tombes de l'hetman Luca Arbore i la seva família. La pintura interior també inclou dues pintures votives, que representen l'hetman Arbore i la seva família oferint l'església a Déu mitjançant la intercessió de Sant Joan Baptista. El motiu de tenir dues (més que una) pintures votives no és clar, tot i que alguns especulen que eren necessaris per representar a tots els nens de la nombrosa família del boier (tot i així, alguns encara no estan inclosos).